# Juan Cristóbal Romero
Juan Cristóbal Romero Buccicardi (Santiago de Chile, 1974) es un poeta chileno, cuya obra ha sido galardonada con importantes premios en su país.

## Biografía
Romero estudió ingeniería civil en la Universidad Católica y posteriormente, en 2010, hizo una maestría en Administración Pública en la Universidad de Harvard, Boston.
Su primer poemario, Marulla, apareció en 2003; cinco años más tarde publicó Rodas, libro con el que se consagró al ganar el Premio Municipal de Literatura de Santiago y el de la Crítica Literaria. En 2013, luego de publicar Oc, fue distinguido con otros dos, el Premio Pablo Neruda —el jurado destacó la rigurosidad de su obra que “fusiona lo tradicional y lo moderno de un modo excepcional”—  y el que otorga la Academia Chilena de la Lengua. 
Ha sido gerente general de Fondo Esperanza (2002-2014), que apoya a emprendedores de sectores vulnerables a través de microcréditos, capacitación y redes, y es director ejecutivo del Hogar de Cristo (2014). Está casado y tiene cuatro hijos.

## Obras
- 2003: Marulla, poesía, Tácitas, Santiago.
- 2004: El viejo laurel, antología de la obra poética de Armando Uribe, Tácitas, Santiago.
- 2006: Libro segundo de las cartas de Horacio, traducción, poesía, Tácitas, Santiago.
- 2008: Rodas, poesía, Tácitas, Santiago.
- 2010: XXXIII poemas, antología, poesía, Pfeiffer, Santiago.
- 2011: Arte poética de Horacio, traducción, poesía, Tácitas, Santiago.
- 2012: Oc, poesía, Pfeiffer, Santiago (en Francia: Editions L'Harmattan, 2016).
- 2013: El soneto chileno, antología de varios autores, Tácitas, Santiago.
- 2014: Polimnia, poesía, Universidad de Valparaíso, Valparaíso.
- 2015: Anteayer, poesía, La Calabaza del Diablo, Santiago.
- 2016: Saturno, poesía, Bastante, Santiago.
- 2017: Apuntes para una historia de la poesía chilena, poesía, Tácitas, Santiago.
- 2020: Apuntes para una historia de la dictadura cívico-militar, poesía, Tácitas, Santiago.
- 2020: Filocalia. Sobre poesía, poemas y poetas, ensayo, Montacerdos, Santiago.
- 2022: Índice, poesía reunida, Tácitas, Santiago. Incluye las obras Marulla, Rodas, Oc, Polimnia, Anteayer, Saturno y los libros inéditos Venus, Amarilis y Mascardi.
- 2022: Horacio: Epístolas, Libros I, II y Arte poética, traducción, poesía, Tácitas, Santiago.
- 2023: Apuntes para una historia del Quijote, poesía, Madrid, Arrebato Libros (en Chile: Tácitas, 2023).
- 2024: Diario de las cartas, prosa, Overol, Santiago.
- 2024: Ránquil, poesía, Universidad de Valparaíso, Valparaíso.

## Premios y reconocimientos
- 2002: Beca de la Fundación Pablo Neruda.
- 2009: Premio de la Crítica Literaria por Rodas (Universidad Diego Portales)
- 2009. Premio Municipal de Literatura de Santiago por Rodas
- 2013: Premio Academia por Oc (Academia Chilena de la Lengua)
- 2013: Premio Pablo Neruda (Fundación Pablo Neruda)
- 2022: Premio Mejores Obras Literarias, categoría poesía inédita, por Ránquil (Ministerio de las Culturas, las Artes y el Patrimonio)